# A Neverending Dream (Cascada-dal)
Az A Neverending Dream a Cascada német együttes hetedik kislemeze az Everytime We Touch című albumról.

## Német 12" maxi single

### A-side
- A Neverending Dream [club mix] – 4:57

### B-side
- A Neverending Dream [The Real Booty Babes remix] – 5:58
- A Neverending Dream [Deepforces remix] – 6:09

## UK single
- A Neverending Dream [Deepforces remix]
- A Neverending Dream [Dancing DJs remix]
- A Neverending Dream [Buzz Junkies remix]
- A Neverending Dream [Digital Dog remix]
- A Neverending Dream [Frisco remix]
- A Neverending Dream [KB Project remix]
- A Neverending Dream [Fugitive radio mix]
- A Neverending Dream [radio edit]

## Holland CD kislemez
- A Neverending Dream
- Everytime We Touch (Yanou's Candlelight Mix)